# 大磐誠三

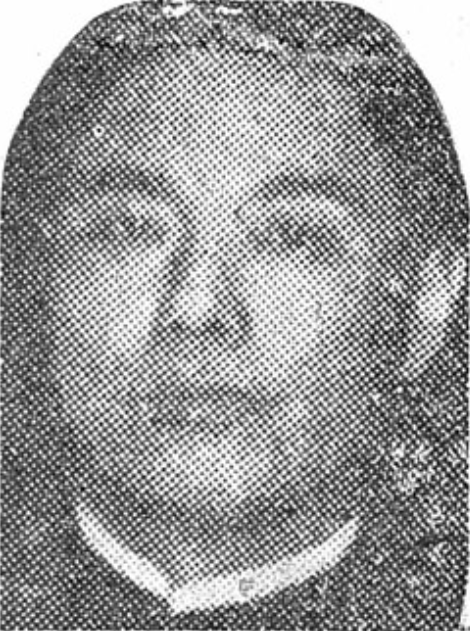
大磐誠三

大磐 誠三（おおいわ せいぞう、1890年〈明治23年〉1月26日 - 1946年〈昭和21年〉1月10日）は、大正から昭和時代前期の台湾総督府官僚。

## 経歴
大磐清次郎の二男として滋賀県東浅井郡速水村（現・長浜市湖北町速水）に生まれる。1915年（大正4年）早稲田大学政治経済科を卒業し、鉄道省経理局に出仕。1917年（大正6年）10月に文官高等試験行政科に合格し、同年12月、鉄道院書記を発令される。
ついで、会計検査院書記予部第一課勤務、青島守備軍民政部事務官、同軍司令部財務部勤務、同軍民政部残務整理を経て、外務事務官に転じ、1923年（大正12年）2月に亜細亜局第一課勤務となる。同年5月、青島副総領事を経て、外務事務官情報部第三課勤務、拓務書記官、大臣官房会計課長歳入徴収官、南洋書記官を経て、1933年（昭和8年）2月に澎湖庁長に就任した。1935年（昭和10年）台東庁長に転じた。庁長として、台東・高雄間の鉄道建設、河川整備、道路補修、灌漑設備建設、台東加路蘭湾築港問題などに取り組んだ。
台東庁長を辞した後、台湾総督府交通局理事を経て、1939年（昭和14年）1月より台湾農会理事を務めた。

## 栄典
位階
- 1920年（大正9年）9月 - 従七位[2]
- 1922年（大正11年）7月 - 正七位[2]
- 1926年（大正15年）7月 - 従六位[2]
- 1929年（昭和4年）7月 - 正六位[4]
- 1931年（昭和6年）7月 - 従五位[4]
- 1936年（昭和11年）8月 - 正五位[4]

勲章等
- 1928年（昭和3年）11月 - 大礼記念章[2]
- 1929年（昭和4年）5月 - 勲六等瑞宝章[2]
- 1933年（昭和8年）5月 - 勲五等瑞宝章[4]